# Camp Sodepa
Camp Sodepa est un village du Cameroun situé dans le département du Lom-et-Djérem de la région de l'Est, précisément au niveau de l'arrondissement Ngoura.

## Population
Selon le recensement 2005, le village comptait 473 habitants, dont 255 hommes et 218 femmes.